# Тихонівка (Краматорський район)
Ти́хонівка — село Миколаївської міської громади Краматорського району Донецької області, України. Населення становить 128 осіб.